# Гарбані
Гарбані (груз. გარბანი) — село в Грузії.
За даними перепису населення 2014 року в селі проживає 329 осіб.